# 모산중학교
모산중학교(毛山中學校)는 대한민국 충청남도 아산시 배방읍 공수리에 있는 공립 중학교이다.

## 학교 연혁
- 2015년 4월 29일 : 모산중학교 개교 교육부 승인
- 2018년 3월 1일 : 제1대 김언중 교장 부임
- 2018년 3월 2일 : 2018학년도 신입생 입학(216명)
- 2018년 9월 18일 : 모산중학교 개교식
- 2021년 1월 8일 : 2020학년도 제1회 졸업식(230명)
- 2023년 3월 1일 : 제3대 오정학 교장 부임
- 2025년 3월 4일 : 2025학년도 신입생 입학(451명)

## 참고 자료
- 모산중학교 - 한국교육학술정보원 학교알리미